# منتخب الكويت لهوكي الجليد للسيدات
منتخب الكويت لهوكي الجليد للسيدات هو فريق هوكي الجليد الذي يمثل الكويت دولياً في منافسات السيدات. ويشرف على الفريق اتحاد الكويت لهوكي الجليد، وهو عضو في الاتحاد الدولي لهوكي الجليد (IIHF). تم تشكيل الفريق في عام 2017م، ويشارك الفريق حاليًا في بطولة كأس التحدي للسيدات في آسيا القسم الأول.

## تاريخ
لعب منتخب الكويت للسيدات لهوكي الجليد مبارياته الأولى في شهري أكتوبر ونوفمبر من عام 2017م، في بطولة هوكي الجليد "أرض الابتسامات" في بانكوك، تايلاند.  وخاضت الكويت أربع مباريات في البطولة ضد فرق من: أستراليا، وماليزيا، والإمارات العربية المتحدة، والولايات المتحدة.  وقد خسروا جميع مبارياتهم الأربع، وفشلوا في تسجيل أي أهداف.  في مايو 2018م شاركت الكويت في بطولة الخليج لهوكي الجليد للسيدات التي أقيمت في أبو ظبي، الإمارات العربية المتحدة.  ولعب الكويت وقتها خمس مباريات ضد فرق من الإمارات العربية المتحدة، وفاز بثلاث مباريات وخسر في اثنتين.  في شهري أكتوبر ونوفمبر 2018م، شاركت الكويت في بطولة هوكي الجليد الثانية "أرض الابتسامات" حيث شاركت في أربع مباريات ضد فرق أندية من إندونيسيا، وتايلاند والإمارات العربية المتحدة.  وقد خسروا جميع مبارياتهم الأربع، وتمكنوا من تسجيل هدف واحد فقط. 

## المسابقات الدولية

### كأس التحدي الآسيوي للسيدات للاتحاد الدولي لهوكي الجليد
- كأس التحدي الآسيوي للسيدات للاتحاد الدولي لهوكي الجليد- القسم الأول 2019م. المركز الرابع
- بطولة آسيا وأوقيانوسيا للسيدات التابعة للاتحاد الدولي لهوكي الجليد 2023م

### الكأس التطويرية للسيدات للاتحاد الدولي لهوكي الجليد
| سنة     | يستضيف       | نتيجة         |   |   |   |   |
| ------- | ------------ | ------------- | - | - | - | - |
| 2022    | مدينة الكويت | المركز الثاني | 5 | 3 | 0 | 2 |
| المجموع | المجموع      | 1/1           | 5 | 3 | 0 | 2 |

## اللاعبات وطاقم الموظفين

### قائمة الفريق
من أحدث بطولة للفريق  
| #  | الاسم             | Pos | S/G | العمر | الفريق             |
| -- | ----------------- | --- | --- | ----- | ------------------ |
| 24 | فاطمة عبد اللطيف  | D   | R   | 40    | دايموند الكويتي    |
| 23 | زينب عبد اللطيف   | D   | L   | 27    | دايموند الكويتي    |
| 10 | روان البهوه (C)   | F   | L   | 32    | بلو ويفز الكويتي   |
| 4  | عائشة الدايولي    | F   | L   | 34    | بلو ويفز الكويتي   |
| 12 | خالدة الدايولي    | F   | L   | 23    | وايلد كاتس الكويتي |
| 22 | مريم الدايولي     | F   | R   | 34    | دايموند الكويتي    |
| 8  | روان الدايولي     | D   | R   | 27    | وايلد كاتس الكويتي |
| 7  | سارة الدايولي     | D   | R   | 34    | وايلد كاتس الكويتي |
| 11 | فاطمة الحداد      | F   | R   | 23    | وايلد كاتس الكويتي |
| 2  | لمى النجار        | F   | R   | 24    | وايلد كاتس الكويتي |
| 3  | واللا النجار (A)  | F   | R   | 33    | دايموند الكويتي    |
| 25 | آية الصراف        | G   | L   | 22    | وايلد كاتس الكويتي |
| 5  | دلال الصليبي      | F   | R   | 28    | بلو ويفز الكويتي   |
| 1  | مريم عطا الله     | D   | L   | 36    | بلو ويفز الكويتي   |
| 21 | شيخة عطا الله (A) | F   | L   | 29    | بلو ويفز الكويتي   |
| 17 | أسيل حبيب         | F   | L   | 30    | بلو ويفز الكويتي   |
| 6  | شوق هندال         | F   | L   | 33    | دايموند الكويتي    |
| 20 | وداد هندال        | G   | L   | 32    | وايلد كاتس الكويتي |
| 9  | زهراء هندال       | D   | L   | 24    | بلو ويفز الكويتي   |
| 13 | ريما حسين         | D   | L   | 31    | وايلد كاتس الكويتي |

### طاقم الفريق
من أحدث بطولة للفريق 
- المدرب الرئيسي: مشعل العجمي
- المدير العام: خالد المطيري
- قائدة الفريق: ليلى الخباز
- مدير المعدات: رمضان عبد المجيد
- طاقم الفريق: مريم الخرس

## روابط خارجية
- اتحاد الكويت لهوكي الجليد